# 웨이더성
웨이더성(중국어: 魏德聖, 병음: Wèi Déshèng, 한자음: 위덕성, 1969년 8월 16일 ~ )은 대만의 영화 감독이다.